# 아시카가 야스우지
아시카가 야스우지 (일본어: 足利 泰氏 あしかが やすうじ[*])는 가마쿠라 시대 전기의 가마쿠라 막부의 고케닌이다. 아시카가 종가 4대 당주이다. 무로마치 막부 초대 정이대장군 아시카가 타카우지의 고조부이다. 관위는 정5위하 탄고노카미, 오와리노카미, 쿠나이노쇼, 우마노스케, 사에몬노스케이다.

## 약력
아시카가 요시우지의 적남이다. 어머니는 호죠 야스토키의 딸이다 (『존비분맥』).
원복 즈음에, 외조부 또는 백부 뻘인 가마쿠라 막부 제 3대 싯켄 호죠 야스토키로부터 편휘를 받아. 야스우지로 개명하였다.
가테이 2년 (1236년) 탄코노카미, 가테이 3년 (1237년)에 쿠나이쇼가 되어, 가마쿠라 막부 4대 쇼군 후지와라노 요리츠네 곁에서 일을 하였다. 호지 전투 직전, 호지 원년 (1247년) 3월 2일, 토키요리의 동생인 야스우지의 정실이 사망했다. 미야 소동, 호지 전투에 이은 싯켄 호죠 토키요리에 의한 득종 전제체제 강화 과정에서 유력 고케닌 세력이 쇠퇴해 가는 가운데, 아버지 요시우지는 막부 슈쿠로로서 중히 여겨졌지만, 야스우지는 겐초 3년 (1251년) 12월 2일, 36세의 나이로 무단으로 출가했다. 막부의 허락 없이 출가한 것을 책망받아, 소령이었던 시모우사국 하부장원(埴生荘)을 몰수당하고, 아시카가의 본령에 폐거하게 되었다. 이후, 정치 무대에 나오는 일은 없게 되었다. 야스우지의 출가 이듬해의 3월, 5대 쇼군 후지와라노 요리츠구가 교토로 강제 송환된 것으로 보아, 어떤 관련성이 있었을 것이라는 추측도 있지만, 무단 출가를 한 원인은 불분명하다. 덧붙여, 야스우지는, 출가 후에도 지위나 소령을 유지해, 요리우지는, 요시우지의 소령을 상속받을 수 있었다.
집안 일로는, 처음에는 나고에류 호죠씨의 호죠 토모토키의 딸을 정실로 맞이해, 시바 이에우지, 시부카와 요시아키를 얻었는데, 후에 득종가 호죠 토키우지의 딸과도 결혼하게 되어, 이 여인을 정실로 삼아 아시카가 요리우지를 얻었다. 득종가와의 혼인으로 인해, 토모토키의 딸은 측실로 내려앉게 되었고, 후계자로서 주목되었던 이에우지는 폐적, 오와리 아시카가가로서 후대의 시바씨의 시조가 되었으며, 아시카가 종가의 적남도 정실 아들인 요리우지가 되었다. 이러한 이유로, 아시카가 일문 중에서도 시바씨와 시부카와씨는 별격의 가격을 자랑하게 되었다. 6남인 모토우지는 시모츠케 아시카가 장원 중 카코향을 분령받아, 카코씨의 시조가 되었다. 게다가, 후에는 사쿠라이 판관대 토시미츠의 딸과의 사이에서, 잇시키 키미후카를 얻었다. 키미후카는 사쿠라이 판관대 토시미츠로부터 미카와국 하즈군 키라장원의 지토 신분을 물려받아 키라장 잇시키향 (아이치현 니시오시 잇시키쵸)에 살게 되었고, 아시카가가 시시키 중 하나인 잇시키씨의 시조가 되었다.
분에이 2년 (1265년)에 지코우지를 건립했다. 무로마치 막부를 개창하기 전의 아시카가씨의 세력은 아버지 요시우지와 야스우지의 시기가 최대였다, (출처 필요)
야스우지가 아시카가씨의 우지데라(氏寺)인 반나지(鑁阿寺) (아시카가시) 남대문에 아시카가 일당의 무사 500기를 모이게 한 고사에 따른 세츠분 요로이토시코시라는 행사가 있어, 1915년 (다이쇼 4년)에 현지의 섬유업자의 유지에 의해서 무사 행렬로서 부활했다.

## 자녀
야스우지는 많은 수의 자녀를 얻었고, 그 중 대다수그 후에 유력한 아시카가 일문의 시조가 되었다.
- 시바 이에우지 - 초명 사부로, 후의 타로. 관령 시바씨, 오슈탄다이 오오사키씨, 우슈탄다이 모가미씨, 이시바시씨의 시조
- 시부카와 카네우지 (훗날의 요시아키) - 지로. 큐슈탄다이 시부카와씨, 이타쿠라씨의 시조.
- 아시카가 요리우지 - 사부로. 야스우지의 가독을 이어 5대 아시카가씨 당주.
- 카쿠겐 - 이즈 소우토우산 미츠곤인 4대 별당
- 지키오우치칸 - 토후쿠지 10세
- 아이기스 - 재상 스님 고승
- 이시도 요리시게 - 시로. 이시도씨 시조.
- 카코 모토우지 - 로쿠로. 카코씨 시조.
- 잇시키 키미후카 - 시치로. 초대ㆍ2대 큐슈탄다이ㆍ시시키 잇시키씨 시조
- 우에노 기벤 - 우에노씨 시조
- 카쿠카이 - 이즈 소우토우산 미츠곤인 5대 별당
- 오마타 켄포 - 오마타씨 시조.
- 켄벤 - 야마자키법인
- 오에 우지츠구- 오에씨(麻植氏)의 시조로 전해짐
- 호죠 나리토키의 처
- 키라 미츠우지의 처

## 야스우지의 출가에 대해
야스우지의 출가 후, 겐초 3년 (1251년) 12월 26일, 료우키(了行, 쿠죠 오오미도 주지), 야하기 츠네우지, 쵸 히사츠레가, 모반을 기획했다고 해서 체포되었다. (「了行事件」「建長の政変」). 막부는, 료우키 일행의 배후에 쿠죠가가 있다고 하여, 조정에 의해 쿠죠가는 처벌되었다.
호소카와 시게오는, 야스우지의 출가는 이 사건과 우연히 시기가 겹쳤을 뿐일 가능성이 있다고 하면서도, 쵸씨가 가마쿠라 시대 말기에 아시카가가의 가신임을 보여주는 사료가 있어, 이를 히사츠레까지 소급할 수 있다고 지적했다. 료우키 일행으로부터 모반의 권유를 받고 있었다면, 계획의 실패를 예상하고, 한패로 보이는 것을 피하기 위해 급히 출가한 것이 아닐까 하고 있다.

## 가신
- 우에스기 시게후사
- 오오코우치씨

## 관련작품

### TV드라마
- 『호죠 토키무네』 - 2001년, 배우 니시오카 토쿠마

### 내용주
1. ↑  가마쿠라 시기, 아시카가 적류가의 역대 당주의 휘는 "득종의 당주의 편휘+돌림자인 "우지(氏)""로 구성되어 있었다

### 참조주
1. ↑  『존비분맥』에 의한다 (마에다 하루유키 ｢鎌倉幕府家格秩序における足利氏｣ (타나카, 2013년, p.184)).
2. ↑  오쿠토미, 2008년, p.92-111.
3. ↑  오타니, 1980년.
4. 1 2  존비분맥 1904, 75쪽.
5. ↑  우스이 노부요시  ｢尊氏の父祖 -頼氏・家時年代考-｣ (타나카, 2013년, p.67)
6. ↑  타나카 다이키 「中世前期下野足利氏論」 (타나카, 2013년, p.25)
7. 1 2  細川 2022, 328쪽.
8. ↑  節分 鎧年越（せつぶん よろいとしこし）のお知らせ 보관됨 2014-08-15 - 웨이백 머신 2012년 4월 19일 열람. 아시카가시 공식 top 페이지 → 組織でさがす → 観光交流課 → 節分鎧年越
9. ↑  “節分行事の「鎧年越」参加権、ふるさと納税返礼品に　栃木・足利”. 마이니치신문. 2023년 12월 15일. 2023년 12월 18일에 확인함.
10. ↑  호소카와 2022, 325–327쪽.
11. 1 2  호소카와 2022, 328쪽.

## 참고문헌
- 사쿠라이 요시오; 히구치 쿠니오; 니시키 아키에 (2008년 10월). 〈足利家の歴史-尊氏以前の足利氏の歴史〉. 《足利尊氏のすべて》. 신진부츠오우라이샤. ISBN 978-4-404-03532-5.
- 오타니 토시히코 (1980년 11월). “鎌倉期足利氏の族的関係について”. 《史学》 (게이오기주쿠대학 문학부내 미타사학회) 50 (기념호): pp.155-171. NAID 110007410343.
- 타나카 히로키 편저 『シリーズ・中世関東武士の研究 第九巻 下野足利氏』 (에비스코우쇼슛판, 2013년) ISBN 978-4-86403-070-0
- 호소카와 시게오 (2022년 8월 30일), 《宝治合戦　北条得宗家と三浦一族の最終戦争》, 마이니치신쇼 876, 마이니치신문출판, ISBN 978-4-02-295185-4
- 《尊卑分脈》, 第三輯第十二囘, 요시카와코분칸, 1904년 6월 25일